# HC Neftekhimik Nizhnekamsk
El HC Neftekhimik Nizhnekamsk (del ruso: Нефтехимик Нижнекамск) es un club profesional de hockey sobre hielo con base en Nizhnekamsk, en la República de Tartaristán, un sujeto federal de la Federación Rusa. Son miembros de la División Kharlamov en la Liga de Hockey Kontinental.

## Historia
El Neftekhimik fue fundado el 23 de octubre de 1968 por los trabajadores de la planta petroquímica de Nizhnekamsk para representar a Nizhnekamsk en el campeonato de hockey sobre hielo de la república soviética autónoma tártara. Después de ganar títulos en competiciones regionales, el equipo fue promovido a nivel nacional. Alcanzó la división superior del hockey ruso en 1995.

## Palmarés
Vysshaya Liga (1):  1995

 Copa de Tampere (1):  2002

 Copa del Presidente de la República de Kazajstán (1):  2017

 Copa de Bashkortostan (1):  2017